# Centreville-Wareham-Trinity
Centreville-Wareham-Trinity es un pueblo canadiense situado en la provincia de Terranova y Labrador.

## Superficie
Centreville-Wareham-Trinity tiene una superficie de 37,04 km².

## Demografía
En 2021, tenía 1116 habitantes, una densidad poblacional de 30,1 hab./km², y 581 viviendas.